# Fano Adriano
Fano Adriano là một đô thị và thị xã của Ý. Đô thị này thuộc tỉnh Teramo trong vùng Abruzzo. Fano Adriano có diện tích 35 km², dân số theo ước tính năm 2009 của Viện thống kê quốc gia Ý là 407 người. 